# Catalina de Eslava
Catalina de Eslava foi uma poetisa nascida e falecida em anos desconhecidos. Sabe-se que nasceu na segunda metade do século XVI e que seu tio era o poeta Fernán González ou Hernán González de Eslava, (1534-1601) cuja obra Coloquios espirituais e sacramentales, publicada postumamente em 1610, incluiu como introdução um soneto de autoria de Catalina de Eslava publicando desta maneira ocasional pela primeira vez na Nova Espanha um poema escrito por uma mulher pelo que se lhe considera a primeira poetisa da Nova Espanha, anterior a Sor Juana. Não se conta com mais informação a respeito desta novohispana.